# 테쿰세의 연맹

테쿰세의 연맹(Tecumseh's confederacy)은 19세기 초 북미 오대호 지역의 원주민들이 쇼니족 종교지도자 텐스콰타와의 가르침을 중심으로 결집해 만든 연맹이었다. 이 연맹은 이후 몇년간 수천 명의 전사를 거느리는 규모로 성장했다. 1808년 텐스콰타와의 형 테쿰세가 연맹의 맹주가 되었고, 테쿰세 형제는 애팔래치아산맥을 넘어 본격적으로 서진하기 시작한 미국 백인들의 위협을 받던 여러 원주민 부족들을 규합하고자 움직였다.
1811년 11월, 윌리엄 헨리 해리슨 장군이 지휘하는 미육군이 티피카누 전투에서 텐스카타와가 이끄는 전사들을 깨뜨리고 마을을 불태웠다. 이에 대한 보복으로 테쿰세는 1812년 미영전쟁에서 영국의 편을 들어 참전했으며, 테쿰세의 연맹과 미육군 사이에 벌어진 일련의 분쟁을 테쿰세의 전쟁이라고 한다. 그러나 1813년 테임즈 전투에서 테쿰세가 전사하면서 연맹은 와해되었다.

## 참고 자료
- Sugden, John (1997). 《Tecumseh: A Life》. New York: Holt. ISBN 0-8050-6121-5.